# Ruslan Agalarov
Ruslan Agalarov, uzb. cyr. Руслан Агаларов, ros. Руслан Агабекович Агаларов, Rusłan Agabiekowicz Agałarow (ur. 21 lutego 1974 w Machaczkale) – uzbecki piłkarz, grający na pozycji pomocnika, reprezentant Uzbekistanu, trener piłkarski. Ma również obywatelstwo rosyjskie.

## Kariera piłkarska

### Kariera klubowa
W 1991 rozpoczął karierę piłkarską w dagestańskim klubie Kaspij Kaspijsk. W 1993 został zaproszony do Anży Machaczkała, w którym występował przez 13 lat. W 1998 został wypożyczony do Łokomotiw-Tajm Mineralne Wody. W 2005 odszedł do Dinama Machaczkała, ale po dwóch latach powrócił do Anży Machaczkała. W marcu 2009 roku postanowił zakończyć karierę piłkarską, ale potem jeszcze grał w amatorskim klubie FK Machaczkała.

### Kariera reprezentacyjna
W 2001 rozegrał w reprezentacji Uzbekistanu jeden mecz.

## Kariera trenerska
Po zakończeniu kariery piłkarskiej rozpoczął pracę trenerską. Od 2010 pomaga trenować młodzieżowy skład Anży Machaczkała.

## Sukcesy i odznaczenia

### Sukcesy klubowe
- mistrz Rosyjskiej Pierwszej Ligi: 1999
- finalista Pucharu Rosji: 2001

### Sukcesy indywidualne
- wybrany do listy 33 najlepszych piłkarzy roku w Rosji: Nr 3 (2001)